# Rhus nelsonii
Rhus nelsonii är en sumakväxtart som beskrevs av Fred Alexander Barkley. Rhus nelsonii ingår i släktet sumaker, och familjen sumakväxter. Inga underarter finns listade i Catalogue of Life.